# Protalcis sutschania
Protalcis sutschania là một loài bướm đêm trong họ Geometridae.